# せりあ丸
せりあ丸（せりあまる）は、太平洋戦争中に建造された日本のタンカーである。戦争末期に日本本土への石油輸送に成功したことで知られる。

## 建造からヒ船団への就航まで
せりあ丸は三菱長崎造船所で建造された2TL型戦時標準船の8番船で、起工からわずか121日で完成している。2TL型とは、第二次戦時標準船として計画されたうちの大型タンカー（T:タンカー、L:大型）を意味する。船名はブルネイにある石油の産出地、セリアに由来する。
竣工と同時に軍の徴用を受けないまま軍事輸送に従事する陸軍配当船に指定され、それからすぐの1944年（昭和19年）7月13日にせりあ丸はヒ船団のヒ69船団に加わって門司を出港した。ヒ69船団は台湾の高雄を経由して昭南（シンガポール）へ向かうもので、航空母艦海鷹が護衛につく大規模なものであった。ヒ69船団は7月31日に全ての船が昭南に到着し、無事任務を果たすことができた。せりあ丸は昭南で航空機用ガソリンや重油を積んだ後、ヒ70船団に加わって日本へ向かい、8月15日に日本に無事到着した。
9月8日、せりあ丸はヒ75船団の一隻として門司を出港し、9月22日に昭南に到着。ここで再びガソリンと重油を積んで、10月2日にヒ78船団に加わり昭南を出港、11月1日に門司に帰着することができた。1944年末当時、昭南と日本を結ぶ南方の交通路はアメリカ海軍やイギリス海軍の潜水艦によって遮断されつつあり、船団が全船無事に往復できることは奇蹟的とまで言われていた。
12月19日、せりあ丸はヒ85船団に加わって門司を出港した。せりあ丸は翌1945年（昭和20年）1月7日に無事昭南に到着し、17000トンの航空機用ガソリンが積まれたが、帰路の安全が保障されないためにせりあ丸は待機を余儀なくされた。

## 神機突破輸送隊（ヒ88A船団）

### 出港まで
1月15日、せりあ丸船長浦部毅は南方軍総司令部から呼び出しを受けた。そこで南方軍の参謀より、せりあ丸を特攻船『神機突破輸送隊』と命名して、日本に航空機用ガソリンを輸送せよとの命令を受ける。当時の日本軍は、南号作戦の名の下に石油の強行輸送を計画していた。軍は当初、船団に低速船を加えようとしたため、浦部船長は幹部船員との協議の末、会議のときに以下の提案を軍にした。
1. 改2A型貨物船を同行させないこと。
2. 護衛艦は2隻つけること。
3. 指揮権と航路選定権はせりあ丸側に任せること。
4. 軍機海図を貸与すること。

そのため会議は紛糾したものの、最終的に3以外は受け入れられ、3についても指揮権は護衛艦の先任艦長にあるが船長にも行動の自由が認められることとなった。

### 出港時のせりあ丸
乗組員74名、陸軍船舶砲兵隊員44名、海軍警備隊員51名、便乗者8名、計177名
- 船首砲座
  - 8cm単装高角砲　2基
- 船橋上部と直後の甲板の砲座
  - 20ミリ連装高射機関砲 4基
  - 13ミリ単装高射機関砲 4基
- 船尾砲座
  - 13ミリ単装高射機関砲 4基
  - 短20cm砲 1門
- 船尾架台
  - 爆雷 10個

### 航海
1月20日午前10時、せりあ丸は2隻の駆潜艇とともに昭南を出港した。昭南を出港した船団はマレー半島東岸を通り、タイ王国のシンゴラ沖に仮泊した。シンゴラからはタイ湾を一気に横断し、1月23日にフランス領インドシナのサンジャックに到着した。サンジャックでは駆潜艇2隻と別れる代わりに第41号海防艦と第205号海防艦がせりあ丸と合流し、1月24日に出港した。1月25日、船団はアメリカ軍の哨戒飛行艇に発見され、通報を受けた潜水艦の雷撃を受けるも、無事に回避した。
1月27日に船団はチョンメイ湾で仮泊した。ここから先、ほとんどの船はトンキン湾を横断して海南島の南岸を通過していたが、船団は敢えてその航路をとらず大陸の海岸沿いに進んだ。その後1月29日に海南海峡、1月30日には香港の沖合を通過し、2月3日に船団は上海の沖合に到着した。ここで護衛の船が再び交代し、桜と樫の2隻の駆逐艦が護衛についた。
駆逐艦と合流後、2月4日に山東半島に接近した船団はここで東に変針して黄海を横断し、2月6日に朝鮮半島の鎮海に到着した。船団はここでさらに海防艦2隻を加え、2月7日午後4時半に門司港外の六連島泊地に到着した。
門司に着いた後、せりあ丸は和歌山県下津港の石油基地に1万7,000tの航空機用ガソリンを陸揚げし、その任務を完了した。日本陸軍はせりあ丸の輸送作戦の成功を称え、「武功旗」を贈った。
これ以降、日本への石油輸送に南方航路で成功した船は、翌3月に到着した「東城丸」「東亜丸」「富士山丸」「光島丸」の4隻に過ぎず、以後南方航路は沖縄戦発生もあり途絶した。

## 沈没
その後もせりあ丸はシンガポールに向かうべく準備を行っていたが、沖縄戦によって日本船が東シナ海を航行できなくなったために派遣は中止された。石油の輸送が不可能になったため、せりあ丸は貨物船に改造される計画が持ち上がり、兵庫県にある播磨造船所の近くである生島附近で碇泊していた。
1945年（昭和20年）7月28日、瀬戸内海の残存艦船の掃討に来襲した米機動部隊の艦載機がせりあ丸を発見した。せりあ丸は3発の命中弾を受け、船尾機関部から炎上した。消火は不可能と判断されたため乗組員は退船し、船体は半没状態のまま放棄された。
なお、この時の空襲で6名の乗組員が犠牲となった。

## 復旧・再就航
終戦時、せりあ丸は船体の後部を焼失した状態で生島の沖合で放置されたままとなっていた。
1948年（昭和23年）5月、日本油槽船株式会社によって船体の調査が行われ、せりあ丸は修理不可能と判断されて北川産業に売却された。そのため、せりあ丸は北川サルベージによりスクラップにされるために浮揚されたが、浮揚後改めてせりあ丸の船体を調査した結果、一転して修理可能と判断された。この結果を受け、日本油槽船は同年12月にせりあ丸の船体を買い戻し、大阪府大阪市の日立造船桜島造船所で修理が行われることになった。
修理は完了したのは1949年（昭和24年）5月31日のことで、同時にGHQの日本商船管理局（SCAJAP）によりSCAJAP-X045の管理番号を与えられた。せりあ丸は修理後すぐに日本と中東のバーレーンの間で石油輸送に従事した。
1950年（昭和25年）6月12日から7月19日まで、日立造船桜島造船所で3,500万円を費やしB.V.船級取得改造工事が行われた。
1960年（昭和35年）、アラビア石油によるカフジ海底油田開発が始まったが、陸上貯油基地が未完成であったため、完成までの期間は洋上にステーション・タンカーを配備することとなった。せりあ丸はステーション・タンカーとして使用されるためアラビア石油に移籍することになったが、既に計画造船事業におけるスクラップ対象船となっていた。そのため船主は日本油槽船のまま裸用船とされ、ステーションタンカー業務を行うアラビア企業株式会社へ再裸用船される形で運用された。同年10月に日立造船桜島工場で改造工事を実施した。11月11日、カフジへ回航のため大阪を出港し、12月7日にはカフジ沖合北緯28度29分 東経48度58分 / 北緯28.483度 東経48.967度の地点に到着し、1961年3月末から業務を開始した。この事業には同じく戦時標準船2TL型である瑞雲丸(日東商船)、さばん丸(乾汽船)、戦時標準船1TL型である東亜丸(飯野海運)、戦時標準船3TL型である大椎丸(太平洋海運)の5隻で実施された。
1961年8月26日、機関室に隣接して設けられていたドレン検油タンクから漏洩したブタンやプロパンが機関室内に滞留し、それに引火して爆発と火災が発生した。火災はすぐに消し止められたが、機関長と機関員1名の計2名がそれぞれ重度の火傷のため、29日までに相次いで死亡した。ガスの漏洩は日立造船での艤装の不備によるもので、神戸地方海難審判庁は日立桜島工場造船部の担当者に対して業務上の過失を指摘した。
1962年7月12日には陸上貯油基地が竣工したため、アラビア企業によるステーション・タンカー業務は終了することになった。せりあ丸からは8月2日に油の積み取りが完了した。これらのステーション・タンカーは石油積載の上、日本へ帰国することも検討されたが、調査により不可能であると判断され、スクラップされることになった。8月17日にせりあ丸はアラビア企業よりアラビア石油へ返船となり、8月30日にカフジ沖より曳航され退去した。
1963年（昭和38年）2月にシンガポールの解体業者に売却され解体された。

## 同型船
戦時標準船2TL型
- あかね丸（石原汽船）
- 天栄丸（日東汽船）
- 仁栄丸（日東汽船）
- 東邦丸（二代）（飯野海運）
- 太栄丸（日東汽船）
- 光栄丸（日東汽船）
- はりま丸（石原汽船）
- ありた丸（石原汽船）
- 富士山丸（二代）（飯野海運） - 南号作戦成功
- 大邦丸（飯野海運）
- あまと丸（石原汽船）
- さばん丸（三菱汽船/乾汽船）[8]
- 海邦丸（飯野海運）
- 宗像丸（昭和タンカー）
- 玉栄丸（日東汽船/日本水産）
- 松島丸（日本海洋漁業）
- 極運丸（極洋捕鯨）
- 明石丸（西大洋漁業）
- 光島丸（三菱汽船） - 南号作戦成功
- 第二建川丸（川崎汽船）
- 東城丸（大連汽船） - 南号作戦成功
- 瑞雲丸（岡田商船） - 特TL型
- 山汐丸（山下汽船） - 特TL型
- 雄洋丸（浅野物産/森田汽船）
- 勝邦丸（飯野海運）
- 忠栄丸（日東汽船）
- 千曲丸（日本郵船）
- 富島丸（三菱汽船） - 戦後竣工も運輸省に売却、沈船防波堤となる[9]
- 大杉丸（大阪商船） - 戦後竣工も運輸省に売却、沈船防波堤となる[10]
- 千種丸（日本郵船/大洋漁業） - 特TL型・戦後竣工
- 第三八紘丸（共同企業） - 未成
- 大櫻丸 - 未成
- 三菱長崎第979番船 - 未命名のまま未成[11]

## 脚註
1. 1 2 3 4  『創業百年の長崎造船所』565ページ
2. 1 2 3 4 5 6 7 8  「改造船5題（日立造船）」『船舶』第23巻第8号 天然社 1950年 巻頭図版
3. ↑  『創業百年の長崎造船所』564ページ
4. ↑  土井、pp.154-155
5. ↑  船舶砲兵、245-246ページ
6. 1 2  神戸地方海難審判庁 『汽船せりあ丸火災事件』裁決書。
7. ↑  “2TL型”. なつかしい日本の汽船.   長澤文雄. 2023年10月27日閲覧。
8. ↑  “B.V.船級への入級工事船12隻”. なつかしい日本の汽船.   長澤文雄. 2023年10月27日閲覧。
9. ↑  “富島丸”. なつかしい日本の汽船.   長澤文雄. 2023年10月27日閲覧。
10. ↑  “大杉丸”. なつかしい日本の汽船.   長澤文雄. 2023年10月27日閲覧。
11. ↑  “三菱長崎第979番船”.   大日本帝国海軍特設艦船データベース. 2023年10月27日閲覧。